# Adășeni (localidad)
Adășeni es una localidad rumana de la comuna del mismo nombre, en el condado de Botoșani.

## Geografía
La localidad está ubicada al norte de la ciudad de Săveni.

## Historia
Hacia finales del siglo XIX la localidad, que por entonces formaba parte de la comuna de Avrămeni, perteneciente al antiguo condado de Dorohoi, tenía contabilizada una población de 371 habitantes. En la segunda mitad del siglo XX la localidad había pasado a formar parte de la comuna homónima de Adășeni, junto con Zoițani, en el condado de Botoșani. En el censo de 2021 la localidad tenía una población de 954 habitantes.